# Stora Stentjärnet, Dalsland
Stora Stentjärnet är en sjö i Bengtsfors kommun i Dalsland och ingår i Göta älvs huvudavrinningsområde.